# Conseil de souveraineté soudanais (1955-1958)
Le premier Conseil de souveraineté soudanais, ou Commission suprême ou Commission de souveraineté , est l'organe de gouvernance du Soudan du 26 décembre 1955 au 17 novembre 1958.

## Histoire
Le premier Conseil de souveraineté soudanais est créé dans le contexte de la lutte du Soudan pour l'indépendance et de la transition ultérieure vers l'autonomie. Le Soudan, autrefois sous domination anglo-égyptienne, obtient son indépendance le 1er janvier 1956. Le conseil est formé le 26 décembre 1955 pour superviser la gouvernance de la République du Soudan pendant cette période de transition. Les membres du conseil comprennent Abd al-Fattah Muhammad al-Maghribi, al-Dardiri Muhammad Uthman ( Parti national Umma ), Ahmad Muhammad Yasin (Parti unioniste national (en)), Ahmad Muhammad Salih (NUP) et Siricio Iro Wani (Parti libéral du Sud (en)),. Le Premier ministre est Ismail al-Azhari jusqu'au 5 juillet 1956, suivi d'Abdallah Khalil jusqu'au coup d'État soudanais du 17 novembre 1958 . 
Au cours de son mandat, le conseil est confronté à plusieurs défis, notamment la première guerre civile soudanaise, qui dure de 1955 à 1972. Le conflit éclate peu avant l'indépendance du Soudan et se poursuit tout au long de l'existence du Conseil. La guerre civile se déroule principalement entre le gouvernement soudanais et les rebelles du sud en quête d'une plus grande autonomie et d'un plus grand contrôle des ressources. Ce problème est résolu grâce à l'accord d'Addis-Abeba en 1972, qui crée la région autonome du Sud-Soudan. 
Le conseil se penche également sur des questions liées à la souveraineté du Soudan et à sa position sur la scène internationale. Le Soudan est confronté aux complexités de la guerre froide, avec les intérêts concurrents des puissances mondiales. Les hommes politiques soudanais ont des points de vue divergents sur la décolonisation, l'indépendance et l'équilibre entre le maintien de la souveraineté et l'acceptation de l'aide étrangère. Le parti Umma, par exemple, considère l’acceptation de l’aide des États-Unis comme nécessaire pour protéger la souveraineté soudanaise, tandis que d’autres ont des points de vue différents. 
Le premier Conseil de souveraineté soudanais prend fin le 17 novembre 1958 lorsque le général Ibrahim Abboud prend le pouvoir lors d'un coup d'État militaire (en). Ibrahim Abboud assume la présidence et le conseil est dissous, entraînant un changement dans la structure de gouvernance du Soudan, passant d'un système parlementaire à un régime militaire. 